# East New York Yard
East New York Yard (también conocido como DO Yard de sus letras telegráficas) es un importante patio de maniobras usado como instalación para mantener y reparar trenes, para abastecer las necesidades de la División BMT Eastern del Metro de Nueva York. El objetivo principal de este patio de maniobras es reparar y mantener a todos los trenes que operan en los servicios J, L, M y Z. 

## Ubicación y propósito
El East New York Yard está localizado en la conexión con las leneas Canarsie y Jamaica, cerca con la intersección con Broadway (Brooklyn) y la Avenida Jamaica, en East New York, Brooklyn. En una instalación aparte se encuentra el East New York Bus Depot, anteriormente un centro de almacenaje para tranvías.
East New York Yard patio de almacenamiento, instalación de reparación, y un patio de reparación programada. Todo el patio es operado con interruptores operados a mano. Sólo el Fresh Pond Yard y el 36th–38th Street Yard comparten esta característica. El material rodante del metro es inspeccionado y mantenido a diario. Los materiales rodantes pesados son inspeccionados y reparados en el Coney Island Complex.

## Historia
Partes del East New York Yard datan desde 1885 y la Lexington Avenue Elevated, también data desde que se empezó a construir la estación Broadway Junction, conocida antes como Manhattan Junction o the East New York Loop.
El patio y su configuración de plomo siguen siendo la misma desde antes y después de que la línea de elevada cercana se ampliara, pero se construyeron vías adicionales y una estructura, para que así, durante las horas pico, el patio de maniobras East New York Yard tuviera una conexión directa al Broadway Elevated que se dirigía hacia el oeste, la línea Jamaica al este, la línea Canarsie yendo al este entrando a la Atlantic Avenue, y el Fulton Street Elevated yendo al este y oeste.